# Stadionul Viorel Mateianu
El Stadionul Viorel Mateianu es un estadio multiusos ubicado en la ciudad de Baia Mare en Rumania y actualmente es la sede del CS Minaur Baia Mare. El estadio lleva el nombre de Viorel Mateianu, entrenador que dirigió al FC Baia Mare entre 1977 y 1981.

## Historia
Fue inaugurado en 1896 como Stadionul Orășenesc, en 1923 pasó a llamarse Stadionul Municipal hasta 1950 cuando pasó a ser el Stadionul 23 August y Stadionul Dealul Florilor en 1990. Cuenta con capacidad para 8000 espectadores aunque anteriormente fue para más de 15000 luego de su renovación en 2008 y entre 20000 y 25000 en la época dorada del club en los años 1950. El estadio pertenece al municipio de Baia Mare.